# Diocesi di Phoenix

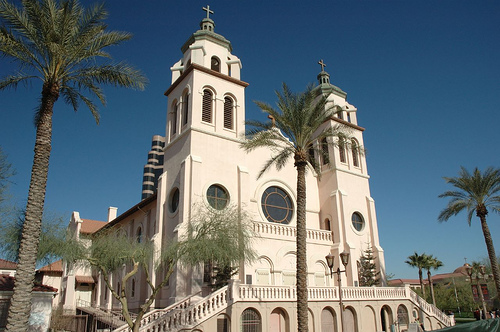
Basilica di Santa Maria - Phoenix.

La diocesi di Phoenix (in latino Dioecesis Phoenicensis) è una sede della Chiesa cattolica negli Stati Uniti d'America suffraganea dell'arcidiocesi di Santa Fe. Nel 2021 contava 1.274.140 battezzati su 5.076.170 abitanti. È retta dal vescovo John Patrick Dolan.

## Territorio
La diocesi comprende le contee di Maricopa, Mohave, Yavapai, Coconino (esclusa la Navajo Indian Reservation) e Pinal (solo la Gila River Indian Reservation) in Arizona.
Sede vescovile è la città di Phoenix, dove si trova la cattedrale dei Santi Simone e Giuda. Oltre alla cattedrale, nel territorio della diocesi si trova la basilica minore di Santa Maria.
Il territorio si estende su 113.872 km² ed è suddiviso in 94 parrocchie.

## Storia
La diocesi è stata eretta il 28 giugno 1969 con la bolla Pro Christo di papa Paolo VI, ricavandone il territorio dalle diocesi di Gallup e di Tucson.
Il 21 giugno 1971, con la lettera apostolica Qui secreto Dei, lo stesso papa Paolo VI ha confermato la Beata Maria Vergine, venerata con il titolo di Nostra Signora di Guadalupe, patrona principale della diocesi.
La diocesi fu visitata da papa Giovanni Paolo II il 14 settembre 1987 e da madre Teresa di Calcutta nel maggio del 1989.

### Procedimenti giudiziari
La diocesi è stata coinvolta nello scandalo degli abusi su minori da parte di sacerdoti diocesani.
Nel 2002 l'avvocato della contea di Maricopa, Rick Romley, chiese al gran giurì di esaminare le accuse di abusi sessuali su minori da parte di sacerdoti e di copertura dei crimini da parte del vescovo Thomas Joseph O'Brien; l'indagine raccolse prove degli abusi sessuali da parte dei sacerdoti, e dimostrò come in almeno un caso il vescovo O'Brien fosse venuto a conoscenza delle accuse di molestie di un sacerdote su di un bambino di 10 anni e avesse trasferito tale sacerdote in un'altra parrocchia, dove gli abusi sarebbero continuati.
Nel giugno 2003, Romley e O'Brien raggiunsero un accordo, con il quale il vescovo evitava le accuse penali in cambio dell'ammissione di aver "permesso a sacerdoti sotto la sua supervisione di avere contatti con minori dopo essere venuto a conoscenza di accuse di condotta sessuale criminale" e di aver "trasferito i sacerdoti autori di abusi in situazioni in cui bambini sarebbero potuti essere ancora loro vittime".
Nel dicembre 2006 la diocesi accettò di pagare 100.000 dollari a William Cesolini, vittima di abusi sessuali da parte di un sacerdote, Mark Lehman, e di un ministro laico dei giovani, Phil Baniewicz.

## Cronotassi dei vescovi
Si omettono i periodi di sede vacante non superiori ai 2 anni o non storicamente accertati.
- Edward Anthony McCarthy † (25 agosto 1969 - 17 settembre 1976 nominato arcivescovo coadiutore di Miami)
- James Steven Rausch † (17 gennaio 1977 - 18 maggio 1981 deceduto)
- Thomas Joseph O'Brien † (9 novembre 1981 - 18 giugno 2003 dimesso)[7]
- Thomas James Olmsted (25 novembre 2003 - 10 giugno 2022 ritirato)
- John Patrick Dolan, dal 10 giugno 2022

## Statistiche
La diocesi nel 2021 su una popolazione di 5.076.170 persone contava 1.274.140 battezzati, corrispondenti al 25,1% del totale.
| anno | popolazione | popolazione | popolazione | presbiteri | presbiteri | presbiteri | presbiteri                | diaconi | religiosi | religiosi | parrocchie |
| anno | battezzati  | totale      | %           | numero     | secolari   | regolari   | battezzati per presbitero | diaconi | uomini    | donne     | parrocchie |
| ---- | ----------- | ----------- | ----------- | ---------- | ---------- | ---------- | ------------------------- | ------- | --------- | --------- | ---------- |
| 1970 | 200.000     | 1.486.400   | 13,5        | 199        | 81         | 118        | 1.005                     |         | 130       | 265       | 58         |
| 1976 | 235.087     | 1.381.200   | 17,0        | 260        | 126        | 134        | 904                       | 41      | 156       | 304       | 68         |
| 1980 | 269.710     | 1.524.900   | 17,7        | 227        | 113        | 114        | 1.188                     | 62      | 142       | 317       | 76         |
| 1990 | 346.767     | 2.412.980   | 14,4        | 286        | 165        | 121        | 1.212                     | 124     | 147       | 277       | 85         |
| 1999 | 423.525     | 3.113.775   | 13,6        | 244        | 140        | 104        | 1.735                     | 172     | 11        | 234       | 86         |
| 2000 | 440.226     | 3.177.375   | 13,9        | 289        | 194        | 95         | 1.523                     | 182     | 106       | 235       | 86         |
| 2001 | 462.780     | 3.335.125   | 13,9        | 295        | 197        | 98         | 1.568                     | 206     | 108       | 225       | 86         |
| 2002 | 478.163     | 3.651.780   | 13,1        | 304        | 204        | 100        | 1.572                     | 203     | 113       | 225       | 87         |
| 2003 | 530.541     | 3.650.009   | 14,5        | 309        | 205        | 104        | 1.716                     | 211     | 117       | 219       | 90         |
| 2004 | 556.692     | 3.650.019   | 15,3        | 277        | 180        | 97         | 2.009                     | 211     | 109       | 213       | 90         |
| 2013 | 833.000     | 4.598.000   | 18,1        | 278        | 189        | 89         | 2.996                     | 240     | 103       | 160       | 93         |
| 2016 | 1.128.120   | 4.494.500   | 25,1        | 274        | 183        | 91         | 4.117                     | 232     | 105       | 139       | 93         |
| 2019 | 1.225.677   | 4.883.177   | 25,1        | 311        | 218        | 93         | 3.941                     | 222     | 102       | 127       | 94         |
| 2021 | 1.274.140   | 5.076.170   | 25,1        | 313        | 216        | 97         | 4.070                     | 230     | 112       | 120       | 94         |